# Bailarina con ramo
Bailarina con ramo (título original, Fin d'arabesque) es un cuadro del pintor francés Edgar Degas, realizado alrededor de 1877 y conservado en el museo de Orsay de París.

## Descripción
Degas elige de nuevo analizar las actitudes corporales y movimientos de los cuerpos femeninos. De hecho, en primer plano aparece una bailarina que saluda al público al final de su número, captada desde una inusual y audaz perspectiva alta, con los brazos y las piernas dispuestos en estrella. Degas, para aumentar el dinamismo de la composición, no duda en concederse amplias libertades de perspectiva, y elige mostrar a la bailarina desde un punto de vista imposible para los espectadores, los cuales solo tenían una visión frontal del escenario. Paul Valéry también lo anota:

"A veces [Degas] enmarca a una bailarina desde muy alto, y toda la forma se proyecta en el escenario, como cuando vemos un cangrejo en la playa. Esto le permite nuevas perspectivas y combinaciones interesantes."

 
Las demás bailarinas, atrapadas en una multitud de movimientos, se aplanan al fondo dispuestas como si fueran figuras de un friso antiguo. La obra, efectivamente, logra difíciles equilibrios tanto compositivos, como cromáticos (La blancura con reflejos de las candilejas del vestido de la bailarina en primer plano, se equilibra con la policromía del ramo). La reverencia en étoile con el bouquet de flores en la mano,  se realiza en presencia de una luz artificial muy violenta, que se proyecta sobre las varias figuras con perturbadora agudeza. La obra, fruto de una mezcla de óleo, pastel y esencia, atestigua finalmente la incansable curiosidad que impulsaba a Degas a experimentar soluciones formales inéditas y, sobre todo, a intentar diversas posibilidades en el campo de los procedimientos artísticos.